# Воскресенская летопись
Воскресенская летопись — русская летопись, общерусский летописный свод XVI века, учитывающий в отражении событий интересы великих князей московских, один из первых по богатству использованных материалов и по полноте известий. Названа по списку, принадлежавшему Воскресенскому монастырю в Новом Иерусалиме.
Различают 4 редакции Воскресенской летописи:
- 1-я события указаны до августа 1533, автор — сторонник Василия III;
- 2-я оканчивается событиями 1537;
- 3-я (дошедшая до нас) доведена до 1541;
- 4-я составлена между 1542 и 1544 сторонником князей Шуйских. По мнению Б. М. Клосса, выделение четвёртой редакции ошибочно, а редакция 1541 года была составлена при участии митрополита Иоасафа.

В основе летописи лежат Московский великокняжеский свод 1479 года в редакции 1526 и Тихоновская редакция Ростовского свода 1489—1503. Карамзинский список Воскресенской летописи дополнен с 1542 до 1552 во Львовской летописи и продолжен до 1560 года.
Сохранилось 13 списков летописи, причём только пять из них содержат весь её текст, 3 списка содержат её первую половину, а 4 — её вторую половину. Издание в ПСРЛ было осуществлено по пяти спискам.

## Состав летописи
Соотношение объёма текста:
- Статьи, помещенные перед основным текстом: оглавление летописи (т. VII, стр.218-231; т. VIII, стр.1-7); краткий летописец с именами основных князей (т. VII, стр.231-238); родословные (стр.238-240); «имена градам Русским» (стр.240-241); дополнительные краткие летописцы и родословные (стр.241-246); перечень римских, византийских и турецких правителей (стр.246-252) с краткой выпиской о Махмете (стр.249); родословная литовских князей (стр.253-256); молдавские князья и легенда о короле Владиславе (стр.256-259),
- Вводная часть (т. VII, стр.260-267),
- События 854—1110 годов (т. VII, стр.267-345, 1-21),
- События 1111—1203 годов (т. VII, стр.21-109), причем подробно изложены события 1146—1157 годов (стр.35-66),
- События 1204—1304 годов (т. VII, стр.109-184),
- События 1304—1418 годов (т. VII, стр.184-217; т. VIII, стр.9-90),
- События 1418—1462 годов (т. VIII, стр.90-150),
- Правление Ивана Васильевича (т. VIII, стр.150-245),
- Правление Василия Ивановича (т. VIII, стр.245-286),
- События 1533—1541 годов (т. VIII, стр.286-301).

Подробные тексты и рассказы:
- «Повесть о взятии Царьграда фрягами» в 1204 году и об иконе Одигитрии (т. VII, стр.109-112)
- Рассказ о битве на Липице (т. VII, стр.120-124)
- Рассказ о битве на Калке, под 1223 годом (т. VII, стр.129-132)
- Рассказ о нашествии Батыя (т. VII, стр.139-143)
- Рассказ о Невской битве (т. VII, стр.146-149)
- Рассказ о битве на Чудском озере (т. VII, стр.150-151)
- Повесть о смерти Михаила Черниговского (т. VII, стр.152-156)
- Повесть об убиении Батыя, под 1247 годом (т. VII, стр.157-159)
- Повесть о смерти Михаила Тверского (т. VII, стр.188-197)
- Послание Василия, архиепископа Новгородского, к Феодору Тверскому о рае (т. VII, стр.212-214)
- «Рукописание Магнуша», под 1352 годом (т. VII, стр.216-217).
- Рассказ об осаде Твери в 1375 году (т. VIII, стр.22-23)
- Рассказ о битве на Пьяне (т. VIII, стр.25-26)
- Рассказ о митрополите Алексии (т. VIII, стр.26-28)
- Повесть о Митяе (т. VIII, стр.28-32)
- Рассказ о битве на Воже (т. VIII, стр.32-33)
- Повесть о Донском побоище (т. VIII, стр.34-41)
- Повесть о нашествии Тохтамыша (т. VIII, стр.42-47)
- Рассказ о походе Дмитрия Ивановича на Новгород (т. VIII, стр.50-51)
- Повесть о житии и о преставлении Дмитрия Ивановича (т. VIII, стр.53-60)
- Повесть о Темир-Аксаке и о чуде Владимирской иконы Богородицы, под 1395 годом (т. VIII, стр.65-68)
- Краткий рассказ о Стефане Пермском, под 1396 годом (т. VIII, стр.69-70)
- Рассказ о смерти Михаила Александровича Тверского (т. VIII, стр.73-74)
- Духовная грамота Киприана (т. VIII, стр.79-80)
- Рассказ о нашествии Едигея, под 1408 годом (т. VIII, стр.82-84)
- Краткая выписка из грамоты Фотия о Григории Цамблаке (т. VIII, стр.89-90)
- Рассказ о митрополите Исидоре на восьмом соборе (т. VIII, стр.100-106), грамота папы Евгения (стр.108-109)
- Рассказ о пленении и ослеплении великого князя Василия (т. VIII, стр.115-117)
- Повесть об основании Царьграда (т. VIII, стр.125-128) и о взятии Царьграда (т. VIII, стр.128-144).
- Рассказ о походе Ивана Васильевича на Новгород в 1471 году (т. VIII, стр.160-168)
- Рассказ о строительстве Успенского собора в Москве и о перенесении мощей (т. VIII, стр.170-173)
- Короткий рассказ о поездке Ивана Васильевича в Новгород зимой 1475—1476 годов (т. VIII, стр.181-182)
- Рассказ о походе Ивана Васильевича на Новгород зимой 1477—1478 годов (т. VIII, стр.184-199)
- Рассказ о стоянии на Угре (т. VIII, стр.205-207), послание Вассиана на Угру (стр.207-213)
- Поставление Дмитрия Ивановича на великое княжение (т. VIII, стр.234-236)
- Рассказ о взятии Смоленска в 1514 году (т. VIII, стр.255-257)
- Рассказ о нашествии Сафа-Гирея в 1541 году (т. VIII, стр.295-301), которым завершается летопись.

## Издания
- Русская летопись с Воскресенского списка, подаренного в оной Воскресенский монастырь патриархом Никоном в 1658 году. Ч.1. СПб,1793. Ч.2. СПб,1794.
- Полное собрание русских летописей, т. 7—8, СПБ, 1856—1859.